# قتاد إبراهيمي
القَتَاد الإبراهيمي (باللاتينية: Astragalus ibrahimianus) نوع نباتي عشبي من جنس القتاد.

## البيئة والانتشار
موطنه المغرب العربي.